# Punta Parrot
La Punta Parrot (Parrotspitze in tedesco) è una montagna alta 4.432 m appartenente al massiccio del Monte Rosa nelle Alpi Pennine lungo la linea di confine tra l'Italia e la Svizzera.

## Toponimo
Prende il nome da Johann Jakob Friedrich Wilhelm Parrot, un dottore tedesco, il quale fece un tentativo di salita alla Piramide Vincent con Joseph Zumstein nel 1816.

## Caratteristiche

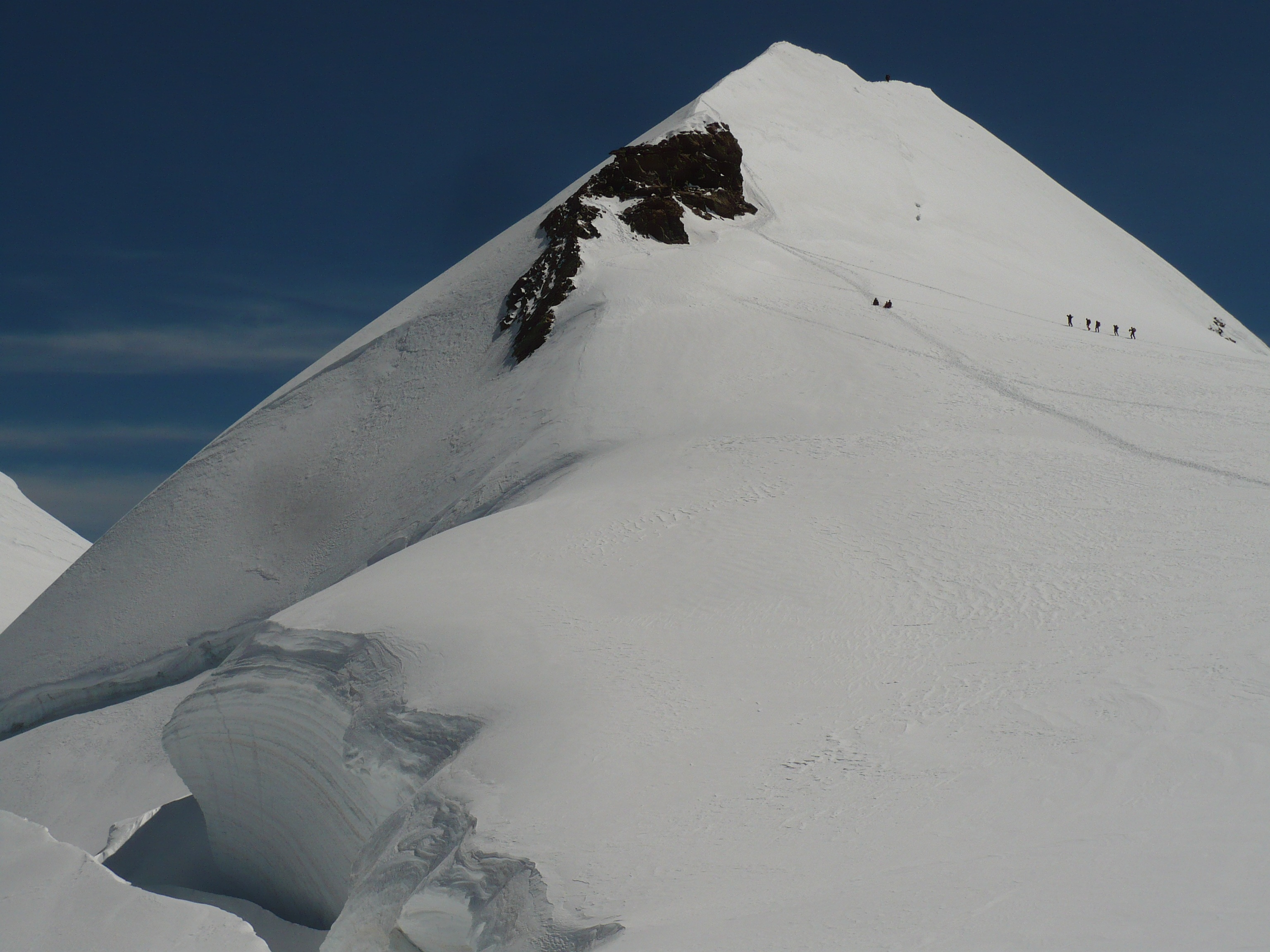
La Punta Parrot vista dal colle del Lys.

La montagna si presenta come una lunga ed affilata cresta disposta in direzione ovest-est. Ad ovest è separata dal Lyskamm dal Colle del Lys mentre ad est il Colle Sesia (4.299 m) la separa dalla vicina Punta Gnifetti.
Come spesso accade per le cime del Monte Rosa, la vetta presenta due versanti totalmente dissimili: quello a nord (Svizzera) è dolce e interamente nevoso; da qui inoltre prende forma il Ghiacciaio del Grenz; quello sud (Italia)  è invece precipite e grandioso: la montagna si presenta articolata in una parete potente e severa alta più di 1800 metri sopra la Valsesia. Fa parte della cosiddetta Parete valsesiana del Monte Rosa, lungo la quale sono state aperte negli anni, vie lunghe, difficili e severe.

## Salita alla vetta

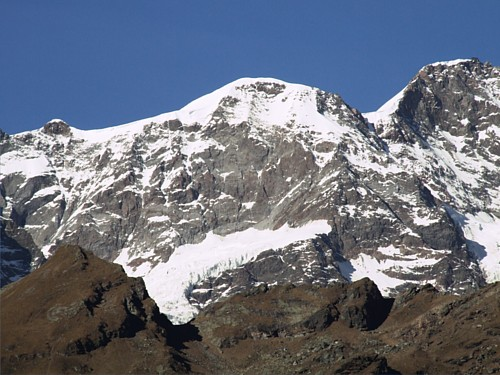
La Punta Parrot e (a destra) la Punta Gnifetti visti dalla Valsesia.

La prima ascensione fu compiuta il 16 agosto 1863 da Reginald S. MacDonald, Florence Crauford Grove, Montagu Woodmass, con le guide Melchior Anderegg e Peter Perren.
È possibile salire la montagna partendo dal Colle del Lys oppure dal Colle Sesia (4.299 m). La difficoltà principale è dovuta al fatto che la cresta diventa in certi tratti particolarmente affilata. Un accesso più lungo ed impegnativo si sviluppa sul versante valsesiano partendo dalla Capanna Fratelli Gugliermina.